# Roman Scandals

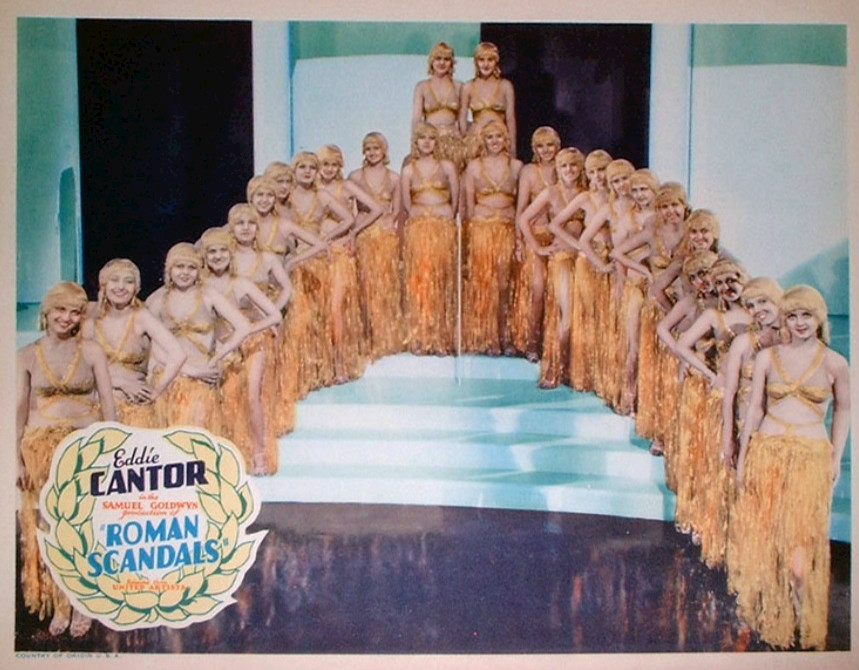
The Goldwyn Girls a la pel·lícula Roman Scandals

Roman Scandals és una pel·lícula de l'any 1933 dirigida per Frank Tuttle i protagonitzada per Eddie Cantor i Gloria Stuart.

## Argument
El cobdiciós senyor Cooper (Willard Robertson) és l'amo de la petita ciutat de Roma West. A la mateixa ciutat viu Eddie (Eddie Cantor), un noi que sol somiar despert. En un dels seus somnis, Eddie comença a caminar fins a l'antiga Roma. Al mercat d'esclaus, serà adquirit pel centurió Josephus (David Manners), molt desitjós de donar unes fuetades al nou esclau. Arran d'un malentès, Eddie és acusat de traïció a l'emperador i tancat al calabós. Sembla que ningú podrà lliurar-lo dels lleons.

## Context històric i artístic
Aquesta paròdica bufonada apunta directament cap a la pel·lícula The Sign of the Cross (Cecil B. DeMille, 1932) i això salta a la vista als pocs minuts d'haver arrencat la més divertida i bulliciosa pel·lícula del cineasta Frank Tuttle. Però aquesta no és només una engrescada caricatura dels pèplums, on els lleons s'endrapen els cristians com si fossin filets, sinó també un brillantíssim musical amb perles melòdiques de Harry Warren i Al Dubin, a més de vistoses, colorístiques i eròticament agosarades coreografies del gran Busby Berkeley. Al prodigiós mag de la ballaruga musical se li deuen alguns dels millors episodis de la pel·lícula, on hi va ficar molta imaginació i alguns magnífics artefactes, cas de les plataformes esglaonades i rodants. Cal destacar-hi el somni més impudent i exòtic de l'atribolat protagonista, un fastuós nombre musical d'esclaves rosses, nues i encadenades, d'entre les quals l'espectador més assabentat podrà reconèixer les llavors coristes Lucille Ball, Jane Wyman i Paulette Goddard.
Entremig de tot aquest enrenou de balls, cançons, romans, lleons i belleses espectaculars -com ara, les anomenades The Goldwyn Girls-, reapareix un dels més qualificats comediants del llavors incipient cinema sonor, Eddie Cantor. Amb humor esbojarrat, desfici a prova de dagues i suficient insensatesa per a suportar la pitjor de les tortures imperials, ell és el fefaent rei de la comèdia. Aclamat artista del music-hall en els teatres de Broadway, Eddie Cantor també va ésser una estrella del cinema de Hollywood, intervenint pel cap baix en mitja dotzena de desiguals comèdies produïdes per l'independent Samuel Goldwyn. Segurament, la millor de totes elles sigui Roman Scandals, on el ximple i popular còmic jueu d'ulls saltironejants participa en una accidentada cursa de quàdrigues. Per descomptat, amb aquesta hilarant seqüència es fa broma d'una altra celebrada pel·lícula de romans i cristians: Ben-Hur, la qual havia dirigit Fred Niblo el 1925.